# Antonio dos Santos
Antônio Henriques dos Santos (ur. 2 października 1977) – brazylijski zapaśnik walczący w obu stylach. Zdobył trzy brązowe medale mistrzostw panamerykańskich w latach 2006, 2013 i 2014. Wicemistrz Ameryki Południowej w 2012 i 2017 roku. W młodości startował w judo.